# 鐮形紅螯蛛
鐮形紅螯蛛（学名：Cheiracanthium falcatum）为長腳袋蛛科紅螯蛛屬下的一个种。